# Тули Хант, Эвелин
Эвелин Тули Хант (англ. Evelyn Tooley Hunt; 1904 — 1997) — американская поэтесса.
Окончила Колледж Уильяма Смита в городе Дженива (штат Нью-Йорк). Жила и работала в городке Иден (округ Эри), затем на пенсии переселилась в Эджуотер во Флориде.
Наиболее известна как автор англоязычных хайку. Начала публиковать их в 1959 году, долгие годы регулярно публиковалась в журналах American Haiku и Modern Haiku. В начале 1970-х гг. привлекла всеобщее внимание авторов и читателей англоязычного хайку литературной мистификацией — экспериментальными хайку выдуманного автора Тао Ли (англ. Tao Li), будто бы американца китайского происхождения, в которых каждая из трёх строк записывалась по вертикали (слово под словом), имитируя тем самым запись японских стихотворений столбцами иероглифов.
Другие стихотворения Тули Хант вошли в её ранние сборники «Взгляни опять, Адам» (англ. Look Again, Adam; Нью-Йорк, 1961) и «Под баобабом» (англ. Under the Baobab Tree; Чикаго, 1964). Отдельную известность принесло Хант стихотворение «Меня лиловому учила» (англ. Taught me purple; 1964): три четверостишия, посвящённые памяти матери, которая вынуждена была растить свою дочь в нищете, были опубликованы более чем в 40 различных антологиях оно послужило источником вдохновения для писательницы Элис Уокер при создании романа «Лиловый цвет» (англ. The Color Purple), удостоенного Пулитцеровской премии и послужившего основой для знаменитого фильма.